# Heterotiara anonyma
Heterotiara anonyma är en nässeldjursart som beskrevs av Maas 1905. Heterotiara anonyma ingår i släktet Heterotiara och familjen Bythotiaridae. Inga underarter finns listade i Catalogue of Life.